# Eni de Mesquita Samara
Eni de Mesquita Samara (Itu, 20 de setembro de 1948 – 29 de agosto de 2011) foi uma historiadora e professora brasileira, além de diretora do Museu Paulista entre 2003 e 2007. Foi pioneira nos estudos de demografia histórica brasileira, dedicando-se desde os anos 1970 à pesquisa sobre família e relações de gênero.

## Origens e carreira
Eni de Mesquita Samara nasceu no interior de São Paulo, filha de Antônio de Mesquita Camargo e Maria do Carmo Franceschini, ambos nascidos em Cabreúva, onde Eni cresceu.
Graduou-se em História na Universidade de São Paulo. Obteve os títulos de mestre e de doutora em História Econômica pela mesma instituição, sob orientação de Maria Teresa Schorer Petrone. Tornou-se doutora em 1980 com tese sobre a família na sociedade paulista do século XIX. Após realizar pós-doutorado em Austin, nos Estados Unidos,  obteve o título de livre docente em 1994 com pesquisa intitulada Feminismo, Cidadania e Trabalho: o Brasil e o contexto latino-americano nos séculos XVIII e XIX. Foi docente do departamento de História da FFLCH, no qual lecionou disciplinas de Brasil Colonial.
Foi considerada pela comunidade acadêmica pioneira no avanço dos estudos da família e das relações de gênero na área de demografia histórica brasileira. Teve publicações acadêmicas e de divulgação nessa área, tanto no Brasil quanto no exterior, fazendo uso de fontes primárias, manuscritas e impressas.
Assumiu em 1994 a direção do Centro de Estudos de Demografia Histórica da América Latina (CEDHAL), da  Faculdade de Filosofia e Ciências Humanas da Universidade de São Paulo, no qual assumiu atividades e projetos variados. No CEDHAL, foi responsável pela organização de um arquivo de fontes primárias dentro da temática da história da população. Permaneceu no posto até 2004.
Foi também vice-diretora da FFLCH entre 2002 e 2003 e presidente da Associação Nacional de História (ANPUH) de 2005 a 2007.
Eni de Mesquita Samara foi diretora do Museu Paulista e do Museu Republicano de Itu. Foi a segunda diretora mulher do Museu Paulista, sucedendo Raquel Glezer, que ocupou o posto desde 1999. Ao assumir a direção-geral do Museu Paulista em 2003, Eni ressaltou a importância de o museu estar aberto às mudanças da sociedade contemporânea, evitando o fechamento sobre si. Na sua visão, o museu deveria ser um espaço de pesquisa de ponta e estar simultaneamente integrado à comunidade paulista de seu entorno, oferecendo um atendimento de qualidade aos visitantes. O desafio de sua gestão foi ampliar as iniciativas empreendedoras iniciadas em gestões passadas e buscou modernizar o museu. Anunciou no último ano de sua gestão, em 2007, reformas de expansão do museu e buscou captar recursos por meio de incentivos fiscais junto a iniciativa privada.

## Publicações
- A família brasileira (1983)
- As mulheres, o poder e a família (1989)
- As ideias e os números do gênero (1997)
- Família e vida doméstica no Brasil (1999)
- Família, mulheres e povoamento (2003)